# Mélissa Bethi
Mélissa Bethi (en arabe : ميليسا بتحي), née le 18 novembre 2005 à Firminy (Loire), est une footballeuse internationale algérienne jouant au poste de milieu de terrain au Football Club de Nantes.

## Carrière en club
Mélissa Bethi née à Firminy dans le département de la Loire, de parents d'origine algérienne, Nasser et Sandra Bethi.
En 2013, à l'âge de 8 ans, Bethi a commencé à jouer au football dans sa ville natale avec l'Intersport du FCO Firminy et a été une joueuse clé, jouant dans la première équipe des catégories d'âge des jeunes du club de U9 à U15,, après 7 ans avec le club, elle rejoint l'académie de l'Olympique Lyonnais.
Le 24 septembre 2023, elle fait ses débuts avec l'équipe réserve de Division 3 Féminine lors d'une victoire 5-0 contre Arlac Mérignac. Le 1er mai 2024, elle marque son premier but pour l'équipe pour sceller la victoire contre Le Puy.
Le 24 avril 2024, elle fait ses débuts avec l'équipe première de Lyon lors d'une victoire 2-1 contre Guingamp.

## Carrière internationale
En 2020, Bethi a été présélectionnée dans l'équipe de France des moins de 16 ans.
En avril 2023, elle obtient sa première convocation officielle en équipe nationale senior algérienne pour affronter la Tanzanie lors de deux matchs amicaux. Elle a joué lors du match amical contre l'ASE Alger Centre et a marqué un but lors d'une victoire 2-0. Le 4 avril 2024, elle fait officiellement ses débuts dans l'équipe lors d'une défaite 1-2 contre la Tunisie, entrant en jeu en tant que remplaçante de Roselène Khezami,.
En 2025, elle participe à la coupe d’Afrique des nations, où elle joue l'intégralité des rencontres.

## Palmarès
- Olympique Lyonnais
  - Division 1 Féminine : 2023-2024[11]
  - Championnat de France féminin de football des U-19 : 2022, 2024[11]